# 李珍街道
李珍街道，是中华人民共和国河南省安陽市殷都区下辖的一个乡镇级行政单位。

## 行政区划
李珍街道下辖以下地区：
铜冶社区、红岭社区、积善社区、李珍社区和岗子窑社区。